# Belmez
Denna artikel handlar om staden i Cordoba, för staden i Jaén, se Bélmez de la Moraleda.
Belmez är en stad och kommun vid bergskedjan Sierra Morena i Cordobaprovinsen i södra Spanien. Över staden ligger ett gammalt moriskt kastell. Belmez ligger mitt i ett gruvdistrikt, omgivet av stenkol-, järn-, bly- och kopparfyndigheter.